# Nati nel 1595
| Questa pagina contiene informazioni ricavate automaticamente dalle voci biografiche con l'ausilio del template Bio e di un bot. L'aggiornamento è periodico e automatico e ricostruisce completamente la pagina. Se manca una persona in questa lista, sei pregato di non aggiungerla, ma accertati piuttosto che la sua voce biografica contenga il template Bio e che i dati anagrafici siano correttamente compilati. Se il template Bio manca, inseriscilo tu stesso o, in alternativa, metti l'avviso {{tmp\|Bio}} che ne segnala la mancanza. Se i dati riportati sono sbagliati, correggi direttamente la voce biografica; le modifiche saranno visibili in questa lista entro pochi giorni. Per chiarimenti vedi il progetto biografie. La lista contiene solo le 92 persone che sono citate nell'enciclopedia e per le quali è stato implementato correttamente il template Bio. Pagina aggiornata al 10 giu 2025. |

## Gennaio(2)
- 20 gennaio - Alfonsino Gesualdo, nobile italiano († 1600)
- 26 gennaio - Antonio Maria Abbatini, compositore italiano († 1679)

## Febbraio(2)
- 9 febbraio - Edvige di Brunswick-Lüneburg, nobile tedesca († 1650)
- 18 febbraio - Scipione Gonzaga, condottiero e diplomatico italiano († 1670)

## Marzo(2)
- 19 marzo - Carlo di Ferdinando de' Medici, cardinale e vescovo italiano († 1666)
- 21 marzo - Ferdinando Ughelli, monaco cristiano, abate e storico italiano († 1670)

## Aprile(4)
- 6 aprile - Pieter de Molijn, pittore e incisore olandese († 1661)
- 6 aprile - Enrico II di Orléans-Longueville, nobile († 1663)
- 25 aprile - Jérôme Lalemant, gesuita francese († 1673)
- 30 aprile - Enrico II di Montmorency, militare francese († 1632)

## Maggio(4)
- 3 maggio - Alessandro Gottifredi, gesuita italiano († 1652)
- 26 maggio - Remigius Fesch, giurista e storico dell'arte svizzero († 1667)
- 26 maggio - Maria Domitilla Galluzzi, religiosa e mistica italiana († 1671)
- 27 maggio - Benedikt Carpzov, giurista e avvocato tedesco († 1666)

## Giugno(4)
- 3 giugno - Paganino Gaudenzi, scrittore, teologo e presbitero svizzero († 1649)
- 9 giugno - Ladislao IV Vasa, sovrano († 1648)
- 13 giugno - Jan Marek Marci, medico ceco († 1667)
- 24 giugno - Ulderico Carpegna, cardinale e vescovo cattolico italiano († 1679)

## Luglio(7)
- 1º luglio - Albrycht Radziwiłł, nobile e politico polacco († 1656)
- 4 luglio - Félix Castello, pittore spagnolo († 1651)
- 5 luglio - Guru Har Gobind, mistico indiano († 1644)
- 7 luglio - Luigi Caetani, cardinale e arcivescovo cattolico italiano († 1642)
- 10 luglio - Charles Drelincourt, pastore protestante e teologo francese († 1669)
- 16 luglio - Matsudaira Tadanao, militare giapponese († 1650)
- 31 luglio - Filippo Volfango di Hanau-Lichtenberg, conte tedesco († 1641)

## Agosto(2)
- 28 agosto - Hans Ulrich von Schaffgotsch, generale boemo († 1635)
- 29 agosto - Gioacchino Ernesto di Schleswig-Holstein-Sonderburg-Plön, nobile danese († 1671)

## Settembre(6)
- 3 settembre - Raffaello Vanni, pittore italiano († 1673)
- 8 settembre - Virgilio Malvezzi, scrittore, militare e politico italiano († 1654)
- 9 settembre - Juan Eusebio Nieremberg, scrittore spagnolo († 1658)
- 20 settembre - Luigi Pappacoda, vescovo cattolico italiano († 1670)
- 21 settembre - Cristoforo Giarda, vescovo cattolico italiano († 1649)
- 26 settembre - Alessandro Baldrati, monaco cristiano italiano († 1645)

## Ottobre(8)
- 5 ottobre - Francesca Caterina di Savoia, principessa e religiosa italiana († 1640)
- 11 ottobre - Francesco Pona, medico e letterato italiano († 1655)
- 17 ottobre - Francesco Capecelatro, scrittore e storico italiano († 1670)
- 17 ottobre - Marcantonio IV Colonna, nobile italiano († 1611)
- 18 ottobre - Lucas van Uden, pittore e incisore fiammingo († 1672)
- 20 ottobre - Virginio Cesarini, poeta italiano († 1624)
- 27 ottobre - Ludovico Ludovisi, cardinale e arcivescovo cattolico italiano († 1632)
- 28 ottobre - Henri-Auguste de Loménie, politico e nobile francese († 1666)

## Novembre(5)
- 13 novembre - Giorgio Guglielmo di Brandeburgo, nobile († 1640)
- 17 novembre - Pietro Desani, pittore italiano († 1647)
- 17 novembre - Giacomo Filippo Tomasini, vescovo cattolico, letterato e storico italiano († 1655)
- 19 novembre - Mōri Hidenari, militare giapponese († 1651)
- 24 novembre - Tarquinio Merula, compositore e organista italiano († 1665)

## Dicembre(4)
- 1º dicembre - Robert Sidney, II conte di Leicester, nobile e politico inglese († 1677)
- 4 dicembre - Jean Chapelain, poeta e critico letterario francese († 1674)
- 5 dicembre - Henry Lawes, musicista e compositore inglese († 1662)
- 22 dicembre - Giorgio Bolognetti, vescovo cattolico e diplomatico italiano († 1680)

## Senza giorno specificato(42)
- Jean Ballesdens, avvocato e editore francese († 1675)
- Guidubaldo Benamati, poeta e scrittore italiano († 1653)
- Gaspar de Bracamonte y Guzmán, diplomatico spagnolo († 1676)
- Fausto Caffarelli, arcivescovo cattolico italiano († 1651)
- Andrea Calcese, attore teatrale italiano († 1656)
- Franceschino Carracci, pittore italiano († 1622)
- Bernardino Casella, scultore e stuccatore svizzero († 1654)
- Hugo Eberhard Cratz von Scharfenstein, vescovo cattolico tedesco († 1663)
- Guillaume Cureau, pittore francese († 1648)
- Jean Desmarets de Saint-Sorlin, poeta francese († 1676)
- John Felton, militare inglese († 1628)
- Geronimo Gerardi, pittore fiammingo († 1648)
- Albert Girard, matematico francese († 1632)
- Agostino Inveges, storico italiano († 1677)
- Kara Dev Murad Pascià, politico e militare ottomano († 1655)
- Johann Liss, pittore tedesco († 1630)
- Vasile Lupu, sovrano moldavo († 1661)
- Vincent Léotaud, matematico e gesuita francese († 1672)
- Francesco Mannelli, compositore italiano († 1667)
- Enrico Morse, presbitero inglese († 1645)
- Carlo Giuseppe Orrigoni, poeta e scrittore italiano († 1656)
- Giovanni Battista Pasqualini, pittore, intagliatore e incisore italiano († 1631)
- Simon van de Passe, incisore, disegnatore e mercante d'arte olandese († 1647)
- Matteo Peregrini, filosofo italiano († 1652)
- Francesco Peretti di Montalto, cardinale e arcivescovo cattolico italiano († 1655)
- Salvatore Pozzi, pittore italiano († 1681)
- Emilio Savonanzi, pittore italiano († 1666)
- Gillis van Scheyndel, incisore, disegnatore e pittore olandese († 1660)
- William Sheppard, giurista britannico († 1674)
- Vincenzo Spisanelli, pittore italiano († 1662)
- Antoine Vitré, tipografo francese († 1674)
- Alessandro Vittrici, vescovo cattolico, collezionista d'arte e funzionario italiano († 1650)
- Lucas Vorsterman, incisore fiammingo († 1675)
- Gottfried Wals, pittore tedesco († 1638)
- Johann von Werth, generale tedesco († 1652)
- Edward Winslow, politico britannico († 1655)
- Benedetto Zalone, pittore italiano († 1644)
- António da Encarnação, teologo portoghese († 1665)
- Ludovico de Susio, pittore fiammingo
- Álvaro III del Congo, re († 1622)
- Serafino della Salandra, poeta italiano († 1656)
- Jacques du Chevreuil, scienziato francese († 1649)